# Cometes amethystinus
Cometes amethystinus là một loài bọ cánh cứng trong họ Cerambycidae.